# Slaktmask

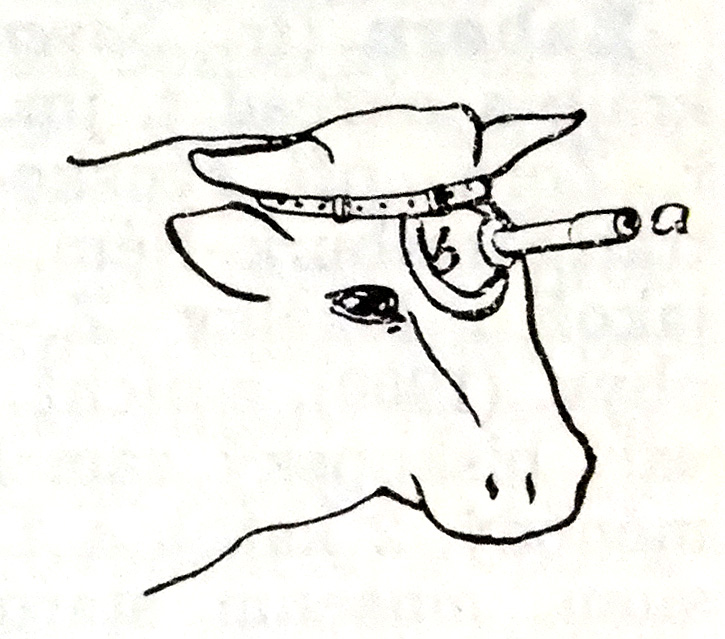
Slaktmask.

Slaktmask är ett äldre verktyg som användes för bedövning av större husdjur vid slakt. 
Verktyget har funnits i olika varianter där den äldsta varianten bestod av en enkel träkonstruktion med en rörlig pinne/plugg i. Masken lades mot djurets huvud och med en klubba eller hammare slog man på pinnen/pluggen som trängde in i hjärnan och medförde omedelbar medvetslöshet. Senare utgjordes den av ett slags huvudkåpa, som täckte djurets panna och ögon och framtill, mittför hjärnan, var försedd antingen med en sprint, som genom slag av en träklubba drevs in i hjärnan (slagmask), eller med en kort pipa med plats för en mindre patron, vars kula vid avfyrandet genom ett lätt slag av en hammare genomborrade hjärnan (skjutmask). Slaktmasken ersattes från början av 1900-talet efter hand med en variant som kunde liknas vid en pistol, bultpistol.